# Aphelariopsis kupemontis
Aphelariopsis kupemontis är en svampart som beskrevs av P. Roberts 2000. Aphelariopsis kupemontis ingår i släktet Aphelariopsis och familjen Septobasidiaceae.   Inga underarter finns listade i Catalogue of Life.